# Don Maynard
Donald Rogers Maynard (* 25. Januar 1935 in Crosbyton, Crosby County, Texas; † 10. Januar 2022 in Ruidoso, Lincoln County, New Mexico) war ein US-amerikanischer American-Football-Spieler. Er spielte als Wide Receiver unter anderem in der American Football League (AFL) und in der National Football League (NFL) bei den New York Jets.

## Jugend
Don Maynard wurde in Crosbyton geboren. Aufgrund des ständigen Wohnsitzwechsels seiner Eltern, sein Vater war Baumwollhändler, besuchte er insgesamt 13 verschiedene Schulen, darunter fünf High Schools. Auf der Schule war er als Basketballspieler und Leichtathlet aktiv. Da seine Eltern nie lange an einem Wohnort verweilten, hatte er erst in seinem letzten Schuljahr in Colorado City die Möglichkeit American Football auf der High School zu spielen. Er wurde dabei von seiner Schulmannschaft als Halfback eingesetzt.

## Spielerlaufbahn

### Collegekarriere
Donald Maynard schloss sich nach seinem Schulabschluss zunächst für ein Semester der Rice University, bevor er im Jahr 1954 an die University of Texas at El Paso (UTEP) wechselte. Dort spielte er für die UTEP Miners Football. Er wurde dabei als Halfback in der Offense und als Safety in der Defense der Mannschaft eingesetzt. Im Jahr 1957 konnte er mit seiner Mannschaft in den Sun Bowl einziehen, der allerdings mit 13:0 gegen die Mannschaft der George Washington University verloren ging. Maynard wurde in seinem letzten Studienjahr in die Auswahlmannschaft der Liga gewählt.

### Profikarriere
Don Maynard wurde im Jahr 1957 von den New York Giants in der neunten Runde an 108. Stelle gedraftet. Er beendete allerdings zuerst sein Studium, bevor er sich 1958 der Mannschaft aus New York City anschloss. Seine Rookiesaison verlief für ihn enttäuschend. In der Offense der Mannschaft wurde er als Halfback eingesetzt, stand dabei aber immer im Schatten von Frank Gifford. Er erhielt daher überwiegend Spielzeit als Kick-Off- und Punt-Returner. Die Giants konnten in diesem Jahr in das NFL Endspiel gegen die Baltimore Colts einziehen. Maynard trat in dem Endspiel viermal als Returner in Erscheinung, konnte aber die 23:17-Niederlage der Giants nicht verhindern. Nachdem sich Maynard nach der Saison 1958 mit seinem Trainer Jim Lee Howell überworfen hatte, wurde er von den Giants entlassen. Maynard wechselte in die Canadian Football League (CFL) zu den Hamilton Tiger-Cats und konnte mit seiner neuen Mannschaft 1959 in den Grey Cup einziehen, der allerdings mit 35:28 gegen die Winnipeg Blue Bombers verloren ging. 
1960 übernahm Sammy Baugh das Traineramt bei den New York Titans, die in der neugegründeten American Football League angesiedelt waren. Maynard kannte Baugh noch von dessen Zeit als Trainer einer Collegemannschaft und bat ihn schriftlich um einen Vertrag bei den Titans. Baugh akzeptierte dies und Maynard war der erste Spieler der bei der Mannschaft aus New York City einen Vertrag unterschrieb. Baugh und dessen Nachfolger Bulldog Turner und Weeb Ewbank setzten Maynard als Wide Receiver ein. Bereits in seinem ersten Spieljahr bei den Titans konnte er mit 72 Passfängen einen Raumgewinn von 1265 Yards erzielen. Die Leistungen der Titans blieben allerdings hinter den Erwartungen zurück. Im Jahr 1963 war die Mannschaft zahlungsunfähig und wurde von einem Investor gekauft, der das Team in New York Jets umbenannte. Vor der Saison 1965 gelang den Jets die Verpflichtung des Quarterbacks Joe Namath. Im selben Jahr stellte Maynard seine erste NFL Jahresbestleistung auf. Ihm gelang es 14 Pässe zu Touchdowns zu verwerten. 1967 stellte er mit einem erzielten Raumgewinn von 1434 Yards erneut eine Jahresbestleistung auf. Im folgenden Jahr konnte er dann mit den Jets seinen größten Erfolg feiern. Die Mannschaft konnte in der Regular Season elf von 14 Spielen gewinnen und schlug im AFL Endspiel die Oakland Raiders mit 27:23. Maynard spielte überragend und fing in dem Spiel sechs Pässe, die er zu einem Raumgewinn von 118 Yards und zwei Touchdowns verwerten konnte. Beim anschließenden 16:7 Super Bowl Sieg seiner Mannschaft über die Baltimore Colts im Super Bowl III konnte Maynard aufgrund einer Verletzung allerdings nicht entscheidend in das Spiel eingreifen.
Im folgenden Jahr konnte Maynard nochmals mit den Jets in die Play-offs der AFL einziehen, wo die Mannschaft allerdings vorzeitig mit 13:6 an den Kansas City Chiefs scheiterte.
Don Maynard wurde im Jahr 1973 von den Jets entlassen und schloss sich daraufhin den St. Louis Cardinals an. Er kam bei den Cardinals allerdings nur zweimal zum Einsatz. 1974 wechselte er in die World Football League zu den Houston Texans, die im selben Jahr umzogen und in Shreveport Steamer umbenannt wurden. Maynard beendete nach diesem Spieljahr seine Laufbahn.

## Ehrungen
Don Maynard spielte viermal im AFL-All-Star-Spiel, dem Abschlussspiel der besten Spieler einer Saison. Er wurde fünfmal zum All-AFL gewählt und ist Mitglied im AFL All-Time Team, in der Pro Football Hall of Fame, in der Texas Sports Hall of Fame, in der Greater Buffalo Sports Hall of Fame und in der University of Texas at El Paso Sports Hall of Fame. Die New York Jets ehren ihn in ihrer Spielstätte, dem MetLife Stadium, auf dem Ring of Honor und vergeben seine Rückennummer nicht mehr. 